# Coupe intercontinentale 1972
La Coupe intercontinentale 1972 est la treizième édition de la Coupe intercontinentale de football. Elle oppose lors d'un match aller-retour le club néerlandais de l'Ajax Amsterdam, vainqueur de la Coupe des clubs champions européens 1971-1972, au club argentin du CA Independiente, vainqueur de la Copa Libertadores 1972. Il s'agit de la première apparition de l'Ajax dans cette compétition tandis que le CA Independiente en est à sa troisième participation.
Le score cumulé des deux rencontres détermine le vainqueur. En cas d'égalité, un match d'appui est joué sur terrain neutre.
Le match aller se déroule à La Doble Visera d'Avellaneda, le 6 septembre 1972 devant 60 000 spectateurs et est arbitré par le Soviétique Tofik Bakhramov. Les deux équipes se quittent sur le score nul de 1-1, avec des buts de Johan Cruijff pour l'Ajax et de Francisco Sá pour Independiente. Les joueurs portent un brassard noir en hommages aux victimes de la prise d'otages des Jeux olympiques de Munich ayant eu lieu la veille. Le match retour a lieu au Stade olympique d'Amsterdam, le 28 septembre 1972 devant 46 511 spectateurs. La rencontre arbitrée par le Paraguayen José Romei se conclut par une victoire des champions d'Europe sur le score de 3-0, grâce à un but de Johan Neeskens et un doublé de Johnny Rep. L'Ajax s'impose sur le score cumulé de 4-1 et remporte ainsi sa première Coupe intercontinentale. En 2017, le Conseil de la FIFA a reconnu avec document officiel (de jure) tous les champions de la Coupe intercontinentale avec le titre officiel de clubs de football champions du monde, c'est-à-dire avec le titre de champions du monde FIFA, initialement attribué uniquement aux gagnants de la Coupe du monde des clubs FIFA.

## Feuilles de match

### Match aller
| Match aller      | CA Independiente | 1 - 1   | Ajax Amsterdam | La Doble Visera, Avellaneda                      |                                                  |
| 6 septembre 1972 | Sá 82e           | (0 - 1) | 6e Cruijff     | Spectateurs : 60 000 Arbitrage : Tofik Bakhramov | Spectateurs : 60 000 Arbitrage : Tofik Bakhramov |
| 6 septembre 1972 | (Rapport)        |         |                | Spectateurs : 60 000 Arbitrage : Tofik Bakhramov | Spectateurs : 60 000 Arbitrage : Tofik Bakhramov |

| Independiente | Ajax |

| INDEPENDIENTE : |    |                            |  |     |
|                 |    |                            |  |     |
| G               | 1  | Miguel Santoro             |  |     |
| D               | 2  | Eduardo Commisso (en)      |  |     |
| D               | 3  | Miguel Ángel López         |  |     |
| D               | 4  | Francisco Sá               |  |     |
| D               | 5  | Ricardo Pavoni             |  |     |
| M               | 6  | José Pastoriza             |  |     |
| M               | 7  | Alejandro Semenewicz (it)  |  |     |
| M               | 8  | Miguel Ángel Raimondo (en) |  | 70e |
| A               | 9  | Agustín Balbuena           |  |     |
| A               | 10 | Eduardo Maglioni           |  |     |
| A               | 11 | Dante Mircoli (en)         |  |     |
| Remplaçants :   |    |                            |  |     |
| D               | 12 | Carlos Alberto Bulla       |  | 70e |
| Entraîneur :    |    |                            |  |     |
| Pedro Dellacha  |    |                            |  |     |

| AJAX :        |    |                   |  |     |
|               |    |                   |  |     |
| G             | 1  | Heinz Stuy        |  |     |
| D             | 2  | Horst Blankenburg |  |     |
| D             | 3  | Wim Suurbier      |  |     |
| D             | 4  | Barry Hulshoff    |  |     |
| D             | 5  | Ruud Krol         |  |     |
| M             | 6  | Arie Haan         |  |     |
| M             | 7  | Johan Neeskens    |  |     |
| M             | 8  | Gerrie Mühren     |  |     |
| A             | 9  | Sjaak Swart       |  |     |
| A             | 10 | Johan Cruyff      |  | 30e |
| A             | 11 | Piet Keizer       |  |     |
| Remplaçants : |    |                   |  |     |
| D             | 12 | Arnold Mühren     |  | 30e |
| Entraîneur :  |    |                   |  |     |
| Ştefan Kovács |    |                   |  |     |

### Match retour
| Match retour                    | Ajax Amsterdam             | 3 - 0   | CA Independiente | Stade olympique d'Amsterdam                 |                                             |
| 28 septembre 1972 20 h 15 UTC+1 | Neeskens 12e · Rep 65e 80e | (1 - 0) |                  | Spectateurs : 46 511 Arbitrage : José Romei | Spectateurs : 46 511 Arbitrage : José Romei |
| 28 septembre 1972 20 h 15 UTC+1 | (Rapport)                  |         |                  | Spectateurs : 46 511 Arbitrage : José Romei | Spectateurs : 46 511 Arbitrage : José Romei |

| Ajax | Independiente |

| AJAX :        |    |                   |  |     |
|               |    |                   |  |     |
| G             | 1  | Heinz Stuy        |  |     |
| D             | 2  | Horst Blankenburg |  |     |
| D             | 3  | Wim Suurbier      |  |     |
| D             | 4  | Barry Hulshoff    |  |     |
| D             | 5  | Ruud Krol         |  |     |
| M             | 6  | Arie Haan         |  |     |
| M             | 7  | Johan Neeskens    |  |     |
| M             | 8  | Gerrie Mühren     |  |     |
| A             | 9  | Sjaak Swart       |  | 62e |
| A             | 10 | Johan Cruyff      |  |     |
| A             | 11 | Piet Keizer       |  |     |
| Remplaçants : |    |                   |  |     |
| D             | 12 | Johnny Rep        |  | 62e |
| Entraîneur :  |    |                   |  |     |
| Ştefan Kovács |    |                   |  |     |

| INDEPENDIENTE : |    |                           |  |     |
|                 |    |                           |  |     |
| G               | 1  | Miguel Santoro            |  |     |
| D               | 2  | Eduardo Commisso (en)     |  |     |
| D               | 3  | Miguel Ángel López        |  |     |
| D               | 4  | Francisco Sá              |  |     |
| D               | 5  | Ricardo Pavoni            |  |     |
| M               | 6  | José Pastoriza            |  |     |
| M               | 7  | Alejandro Semenewicz (it) |  |     |
| M               | 8  | Luis Garisto              |  | 74e |
| A               | 9  | Agustín Balbuena          |  |     |
| A               | 10 | Eduardo Maglioni          |  |     |
| A               | 11 | Dante Mircoli (en)        |  | 62e |
| Remplaçants :   |    |                           |  |     |
| D               | 12 | Carlos Alberto Bulla      |  | 62e |
| A               |    | Manuel Mágan              |  | 74e |
| Entraîneur :    |    |                           |  |     |
| Pedro Dellacha  |    |                           |  |     |